# Sinergia
La sinergia es todo lo que hace referencia a un fenómeno por el cual actúan en conjunto varios factores o varias influencias, observándose así un efecto conjunto adicional del que no hubiera podido esperarse operando independientemente, dado por la concausalidad, a los efectos en cada uno. En estas situaciones, se crea un efecto extra debido a la acción conjunta o solapada, que ninguno de los sistemas hubiera podido generar en caso de accionar aisladamente.
En el lenguaje corriente, el término tiene una connotación positiva, y se utiliza para señalar un resultado más favorable, cuando varios elementos de un sistema o de una "organización" actúan concertadamente. Se entiende que hay sinergia positiva cuando "el resultado es superior a la suma de los resultados de cada elemento o de cada parte actuando aisladamente"; esto se resume de manera muy simple con el aforismo "uno y uno hacen tres".
Generalmente, las consecuencias positivas de una sinergia se refieren a un determinado observador y a su particular punto de vista, sin que este último sea bien precisado. Desde un punto de vista opuesto, las consecuencias de esa sinergia podrían considerarse como negativas. Por ejemplo, un entendimiento cartelario produce generalmente consecuencias favorables a las empresas que forman parte del cartel, lo que suele ser desfavorable para sus clientes.

## Carácter general y etimología

### Etimología y definición
La palabra sinergia proviene del griego sin (sun), "con", y ergazomai, "yo trabajo", y ergasia, "el trabajo".
Fue Émile Littré quien en el siglo XIX introdujo, en su Dictionnaire de la langue française ("Diccionario de la lengua francesa") (1872-1877), el término synergie, presentándolo como un concepto propio de la fisiología y definiéndolo como «Concours d'action, d'effort, entre divers organes, divers muscles; association de plusieurs organes pour l'accomplissement d'une fonction» ("Concurso de acción, de esfuerzo, entre diversos órganos, diversos músculos; asociación de varios órganos para el cumplimiento de una función"). En 1932, el Dictionnaire de L'Académie française ("Diccionario de la Academia Francesa") (8.ª edición) conserva este sentido (músculos sinergéticos), aunque el término rápidamente se utilizó durante el siglo XX en sociología (sinergia en las relaciones sociales), en teología (sinergismo, en el caso de la doctrina arminiana), en química y en biología, en genética (sinergias o reforzamientos entre diferentes genes), en farmacia (sinergias entre medicamentos), en toxicología y en ecotoxicología, así como en ecología.[cita requerida]
La comprensión de sistemas catalíticos y catalizadores luego mejoran, asociando entonces la noción de potencialización.[cita requerida]
En los años 1960, los economistas utilizan este concepto para describir las economías de escala. Y en los años 1990, el término se pone de moda en el mundo de los negocios.[cita requerida]
Lo opuesto de sinergia es antagonismo (o sinergia negativa), fenómeno por el cual dos factores en combinación tienen un efecto resultante menor que la suma de los efectos esperados, e incluso esos dos efectos finalmente podrían anularse (ejemplo: efecto combinado de un ácido con una base). La ausencia de sinergia es la asinergia (medicina).
La sinergia con frecuencia se refiere a la energía o a la eficiencia.[cita requerida]

## Especificidad por dominios

### Fisiología
La sinergia muscular se refiere a una contracción coordinada de diferentes músculos, con el objetivo de ejecutar un movimiento preciso.

### Organización y sistema humano
Es posible distinguir cuatro tipos de sinergias:
- La mantenibilidad, o sea, la capacidad de corregir o de simplemente modificar una estructura, e incluso, a veces, la posibilidad de modificar esa estructura en el curso de la utilización.
- La mutualización, o sea, la capacidad de identificar una función y de utilizarla en varios contextos.
- La escalabilidad, o sea, la capacidad de poder efectuar un cambio de escala, es decir, por ejemplo poder soportar volúmenes más importantes de flujo sin comprometer la estructura subyacente.
- La resiliencia, o sea, la capacidad de continuar funcionando en caso de avería.

### Sociología
El término sociología, inventado por Emmanuel-Joseph Sieyès, fue popularizado por Auguste Comte en Catéchisme positiviste publicado en 1854.
En los Cursos de filosofía positiva, la sinergia se aplica por ejemplo a las relaciones dinámicas entre las naciones, y/o entre las clases sociales, y/o entre los individuos.

### Ecología, biología, medicina humana y veterinaria
La exacerbación de la toxicidad de un veneno por otro veneno o por un aditivo del tipo tensoactivo es conocido desde tiempo atrás, y debe ser tomado en cuenta tanto en las evaluaciones experimentales como en los diagnósticos de toxicidad en los humanos.
- Numerosos casos de sinergias tóxicas son regularmente sospechadas (entre pesticidas y otros biocidas[6]). Por ejemplo, la exposición de arsénico al agua o a los alimentos, aumentan mucho el riesgo de cáncer introducido por el tabaquismo.[7]

Diversos estudios han mostrado que ciertos animales (especialmente peces) expuestos a ciertos poluentes o perturbadores endocrínicos implican ciertos factores de riesgo, aun en dosis muy inferiores a las que se consideran como individualmente susceptibles de generar un efecto, pueden llegar a ser muy vulnerables a ciertos parásitos y microbios (especialmente virales).
A veces, el efecto es fuertemente dependiente de la dosis tóxica (algunos poluentes parecen capaces, a muy bajas dosis, de reaccionar sinérgicamente, y así contribuyendo a disminuir la inmunidad o la fortaleza del organismo frente a ciertas agresiones o frente a ciertos patógenos).
- Con frecuencia se habla de «efecto cóctel» en el caso de mezclas complejas de productos químicos[5][12] que para evaluar toxicidad requieren de procedimientos muy complejos y todavía no correctamente manejados de evaluación de riesgos.[13] Algunas herramientas de evaluación[14][15] y guías de buenas prácticas, han aparecido en esta materia,[16] pero a pesar de que el principio de precaución y el principio de prevención invitan a su aplicación, la reglamentación hasta ahora casi no toma en cuenta este factor de exacerbación de riesgos, ya que es muy difícil de evaluar, especialmente en el caso de cócteles de poluentes de naturaleza diferente y de persistencia medioambiental diferente,[17] por ejemplo en el agua, en la lluvia, en el aire, en el suelo, o en organismos vivos; en estos últimos, un fenómeno de órganos-cible y/o de modificación de los poluentes en metabolites, complican mucho más las evaluaciones toxicológicas, pues las moléculas de degradación (o biodegradación[18]), primarias, secundarias, etc. son a veces más tóxicas que sus moléculas-madre.[19]

Hacia el futuro, los procedimientos de evaluación de la toxicidad de las mezclas deberían evolucionar.
- Las inquietudes se refieren tanto a la salud humana como a la de los ecosistemas[21] pues las sinergias tóxicas pueden afectar a todas las especies, e indirectamente a los servicios ecosistémicos. Se sospecha por ejemplo que el «síndrome de colapso de las colonias de abejas», así como la regresión de otras numerosas especies, se deben a cócteles de poluentes (contaminantes), muy probablemente pesticidas.
- Estas sinergias hacen difícil la medida de la exposición real a tal o cual contaminante y a sus efectos tóxicos, por vía alimentación o por otras vías,[22] ya que especialmente los pesticidas tienen cientos o miles de moléculas de degradación o metabólicas no evaluadas desde el punto de vista tóxico[23] o ecotóxico.
- Este tipo de sinergia es por ejemplo una de las explicaciones propuestas a la regresión o desaparición local de seres migrantes tales como las anguilas o salmones.[24] Contaminantes en pequeñas dosis[25] pueden introducir efectos estocásticos aparentes, que podrían ser efectos determinísticos todavía mal comprendidos.[26]

La acción combinada de varios medicamentos puede producir acciones aditivas calificadas de sinérgicas y, por lo tanto, las dosis necesarias en estos casos, podrían ser diferentes de las dosis que deberían usarse cuando los medicamentos son administrados individualmente.
Las relaciones entre microorganismos pueden ser caracterizadas según cuatro términos: simbiosis, comensalismo, antibiosis, y sinergismo.
El sinergismo califica una relación entre especies que, aisladamente, serían incapaces de provocar una patología.

### Economía
En economía, la noción de sinergia deriva de una mejora de la organización en el seno de una empresa, o en el seno de un conjunto de empresas, o dentro de un grupo de consumidores, etc. Esta sinergia tiene su origen en un manejo en común de recursos y de necesidades, lo que a veces causa una cascada de causas y efectos.
Un ejemplo conocido de sinergia es el que existe entre Intel y Microsoft («Wintel»): microprocesadores cada vez más potentes, permiten ofrecer al usuario funciones cada vez más amigables y más potentes, pero a su vez, estas nuevas funciones, a medida que son cada vez más utilizadas, demandan microprocesadores aún más potentes y rápidos. Por su parte, la baja de costos engendra mayor demanda, la que a su vez y gracias a la economía de escala, permite un nuevo abatimiento de los costos (círculo virtuoso y círculo vicioso).

### Teología
Desde la controversia arminiana en 1610, existen dos ramas de Iglesias de confesión reformada, las calvinistas y las arminianas.
Los arminianos son adeptos al teólogo protestante holandés Jacobus Arminius. Estos últimos suscriben al sinergismo que enseña la aptitud natural del hombre a contribuir a su salvación personal, por la decisión que toma de "creer" o de "no creer", o por su comportamiento. Los arminianos rechazan la doctrina calvinista de la doble predestinación.

### Arquitectura y diseño
Richard Buckminster Fuller propuso llamar sinergia en este contexto, a la conjugación de varias funciones que aseguren el surgimiento de otra función distinta y única.

### Teoría evolucionista
El neodarwinismo o teoría sintética dio lugar a la teoría sinergética de la evolución, elaborada en los años 1960 por el genetista Denis Buican, la que admite una selección multipolar, permitiendo de dar cuenta de todos los fenómenos selectivos (desde los virus hasta el hombre).

### Ética medioambiental
Peter S. Wenz (2001) presenta la oposición del antropocentrismo y del no-antropocentrismo, y propone una vía intermedia a la que llama sinergia medioambiental.